# Ethmia mariannae
Ethmia mariannae is een vlinder uit de familie grasmineermotten (Elachistidae). De wetenschappelijke naam is voor het eerst geldig gepubliceerd in 2003 door Karsholt & Kun.
De soort komt voor in Europa.